# پوپشت-لئوردن
شهر پوپشت-لئوردن (به رومانیایی: Popeşti-Leordeni) در شهرستان ایلفو در کشور رومانی واقع شده‌است. جمعیت این شهر ۱۵٬۱۱۵ نفر  است.